# Argyrosticta phraortes
Argyrosticta phraortes là một loài bướm đêm trong họ Noctuidae.